# Marigold (film)
Pour les articles homonymes, voir Marigold.
Pour plus de détails, voir Fiche technique et Distribution.
Marigold est un film américain réalisé par Willard Carroll, sorti en 2007.

## Synopsis
Une actrice américaine part tourner un film à Bollywood. Elle s'attend à être accueillie comme une star, mais déchante rapidement.

## Fiche technique
- Titre : Marigold
- Réalisation : Willard Carroll
- Scénario : Willard Carroll
- Musique : Shankar Mahadevan, Loy Mendonsa, Ehsaan Noorani, Graeme Revell et Shankar-Ehsaan-Loy
- Photographie : Anil Mehta
- Montage : Anuradha Singh
- Production : Anup Poddar et Thomas L. Wilhite
- Société de production : Hyperion Pictures, Becker Films, Entertainment One India
- Société de distribution : Adlabs Films (États-Unis)
- Pays :  États-Unis,  Inde,  Royaume-Uni et  Canada
- Genre : Comédie romantique et film musical
- Durée : 110 minutes
- Dates de sortie : 
  -  États-Unis : 17 août 2007

## Distribution
- Salman Khan : Prem Rajput
- Ali Larter : Marigold Lexton
- Nandana Sen : Jaanvi
- Ian Bohen : Barry
- Shari Watson : Doreen
- Helen : la grand-mère de Prem
- Vikas Bhalla : Raj Sondi
- Suchitra Pillai : Rani
- Vijayendra Ghatge : Rajput
- Roopak Saluja : Mani
- Kiran Juneja : Mme. Rajput
- Gulshan Grover : Vikram

## Accueil
Le film a reçu la note de 1/5 sur AllMovie.